# C21H35NO
化学式C21H35NO（摩尔质量：317.52 g/mol）可以指：
- 阿莫罗芬，CAS号：78613-35-1
- 丝胶树碱，CAS号：474-45-3

|  | 这个同类索引页列出了具有相同分子式的化学物（即同分異構體）条目。 除非您是有意链接至本页，否则应将相应条目的内部链接指向正确的条目。 |